# Rivière Brûlée (rivière Champlain)
Pour les articles homonymes, voir Rivière Brûlée et Brûlé.
La rivière Brûlée est un affluent de la rive nord-ouest de la rivière Champlain, coulant entièrement dans la municipalité de Saint-Maurice, dans la municipalité régionale de comté (MRC) de Les Chenaux, dans la région administrative de la Mauricie, dans la province de Québec, au Canada.
Le cours de la rivière Brûlée coule du côté est de la rivière Saint-Maurice et du côté nord du fleuve Saint-Laurent. Cette rivière fait partie du bassin versant de la rivière Champlain laquelle serpente généralement vers le nord-est, puis vers le sud-est, jusqu’à la rive nord du fleuve Saint-Laurent.
Hormis une courte zone forestière en début et en fin de son cours, la rivière Brûlée descend surtout en zone agricole. La surface de la rivière est généralement gelée de la mi-décembre jusqu’à la fin mars.

## Géographie
La rivière Brûlée prend sa source à l’embouchure du lac Massicotte (altitude : 102 m). Ce petit plan d’eau est situé au sud du Plé de Saint-Narcisse, soit du côté nord du hameau Lac-Montreuil.  Le petit lac est situé à 4,8 km au nord-est du centre du village de Notre-Dame-du-Mont-Carmel, à 8,9 km au nord-ouest de la confluence de la rivière Brulée et à 14,3 km au nord-ouest de la rive nord du fleuve Saint-Laurent.
À partir de l’embouchure du lac Massicotte, la rivière Brûlée coule sur 14,1 km, selon les segments suivants :
- 0,9 km vers le sud, jusqu’à la route du rang Saint-Félix ;
- 3,4 km vers le sud-est, jusqu’au pont de la route du rang Sainte-Marguerite ;
- 3,4 km vers le sud-est, en recueillant les eaux d’un ruisseau (venant du nord-ouest) lequel draine une zone agricole du hameau Lac-Doucet de Notre-Dame-du-Mont-Carmel, et en serpentant jusqu’à la route 352 (route du rang Saint-Jean) ;
- 6,4 km vers le sud-est, en recueillant les eaux de la décharge (venant du nord-ouest) du lac Lacommande et en serpentant jusqu’au pont de la route du rang Saint-Alexis ;
- 2,1 km vers le sud-est, en serpentant jusqu’à la confluence de la rivière[1].

La rivière Brûlée se déverse sur la rive nord-ouest de la rivière Champlain dans la municipalité de Saint-Maurice, du côté ouest de la rue Notre-Dame.
La confluence de la rivière Brûlée est située à :
- 2,1 km au sud-est du centre du village de Saint-Maurice ;
- 17,2 km au nord de la confluence de la rivière Champlain ;
- 7,4 km au nord de la rive nord du fleuve Saint-Laurent.

## Toponymie
Le toponyme rivière Brûlée a été officialisé le 28 février 1980
Le terme « brûlé » sert à identifier un certain nombre de réalités, souvent liées au feu, à un incendie allumé soit par la nature (foudre ou autre), soit de la main de l'homme, conséquence d'un accident, d'une négligence ou d'un geste délibéré, volontaire.

Source : Rivière Brûlée, origine et signification 

## Photos

Rivière Brûlée, Saint-Mauricie
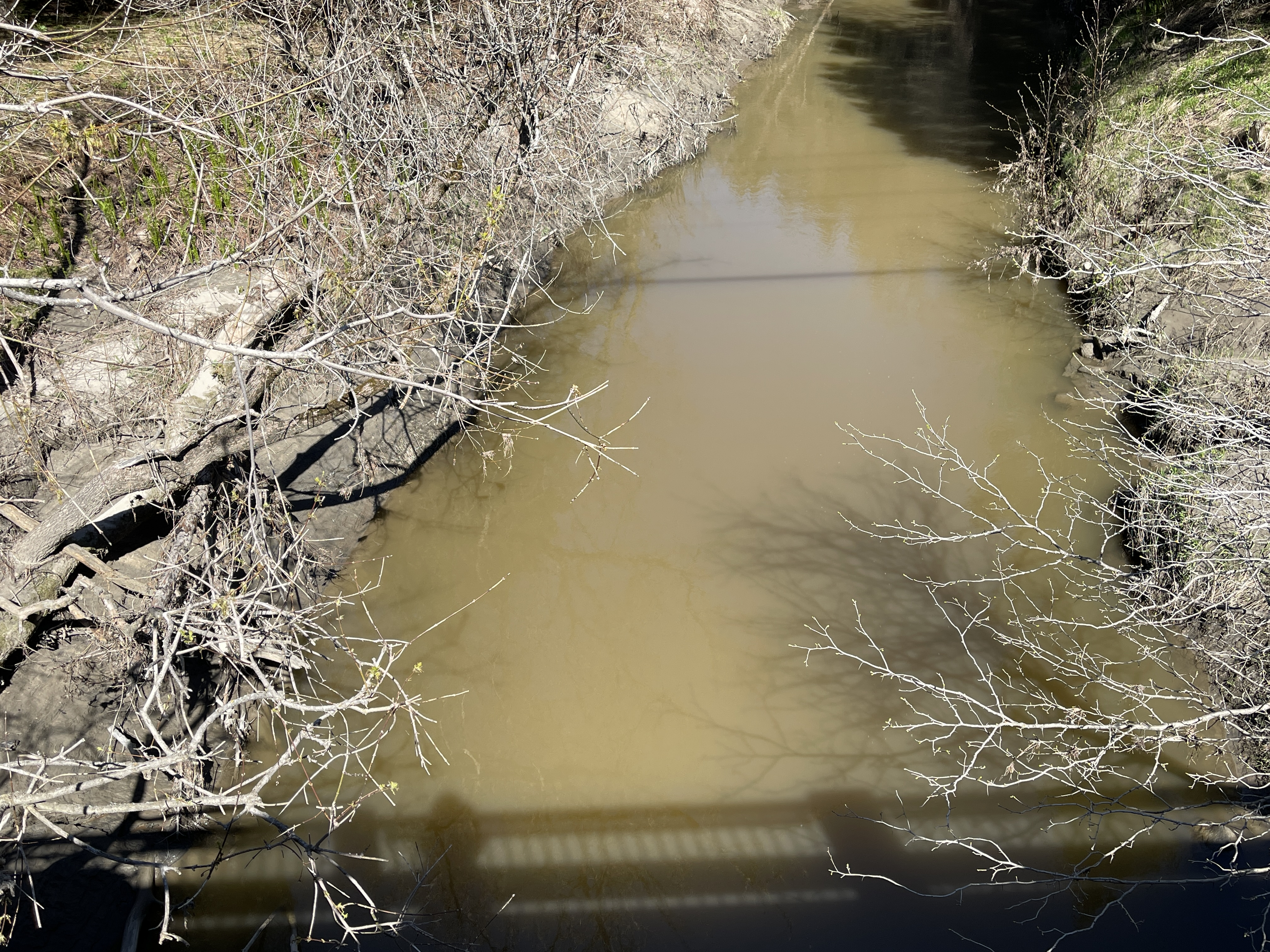
Mai, P-01571, rang Saint-Alexis
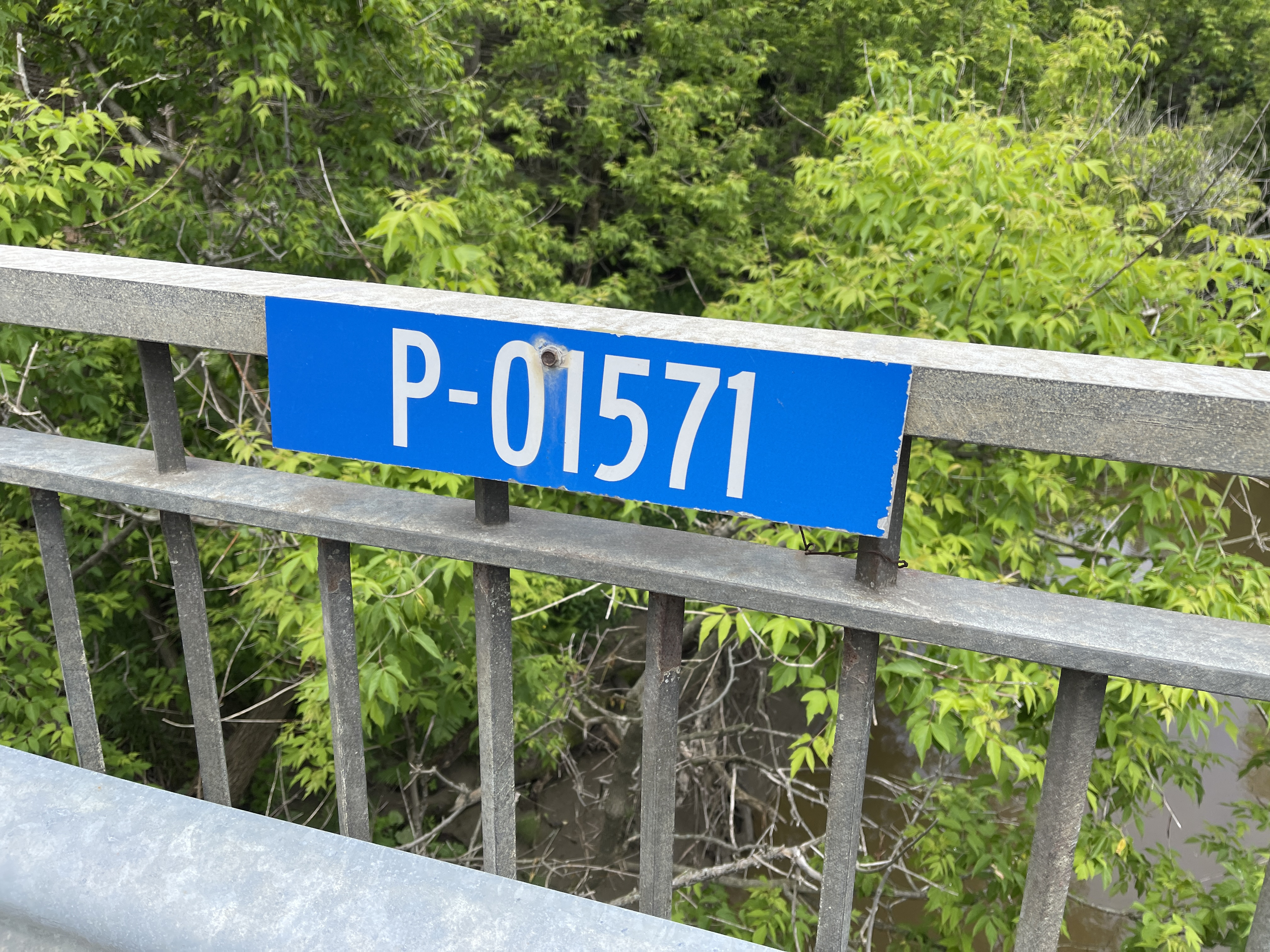
Panneau - P-01571[3], rang Saint-Alexis
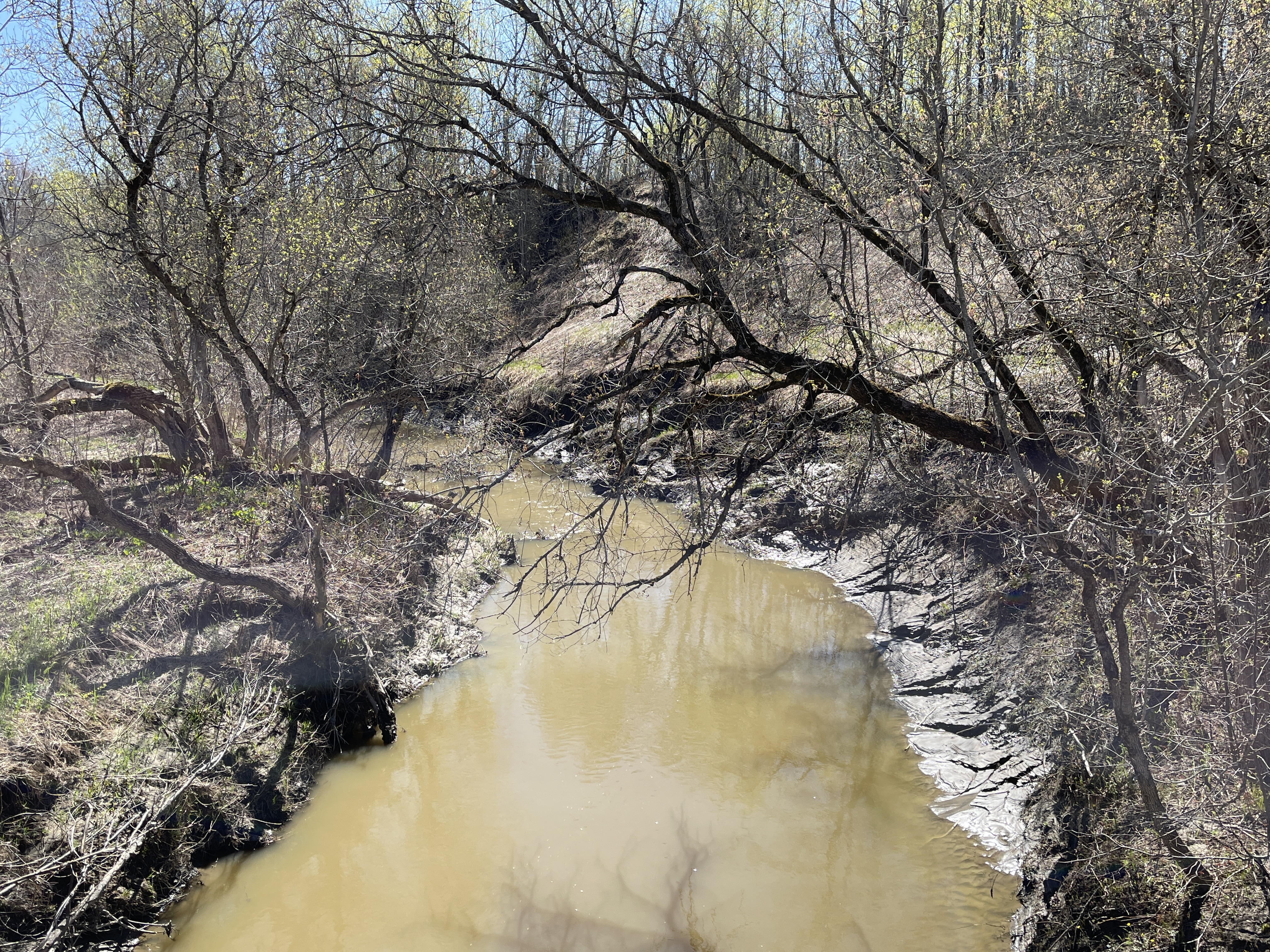
Rang Saint-Alexis
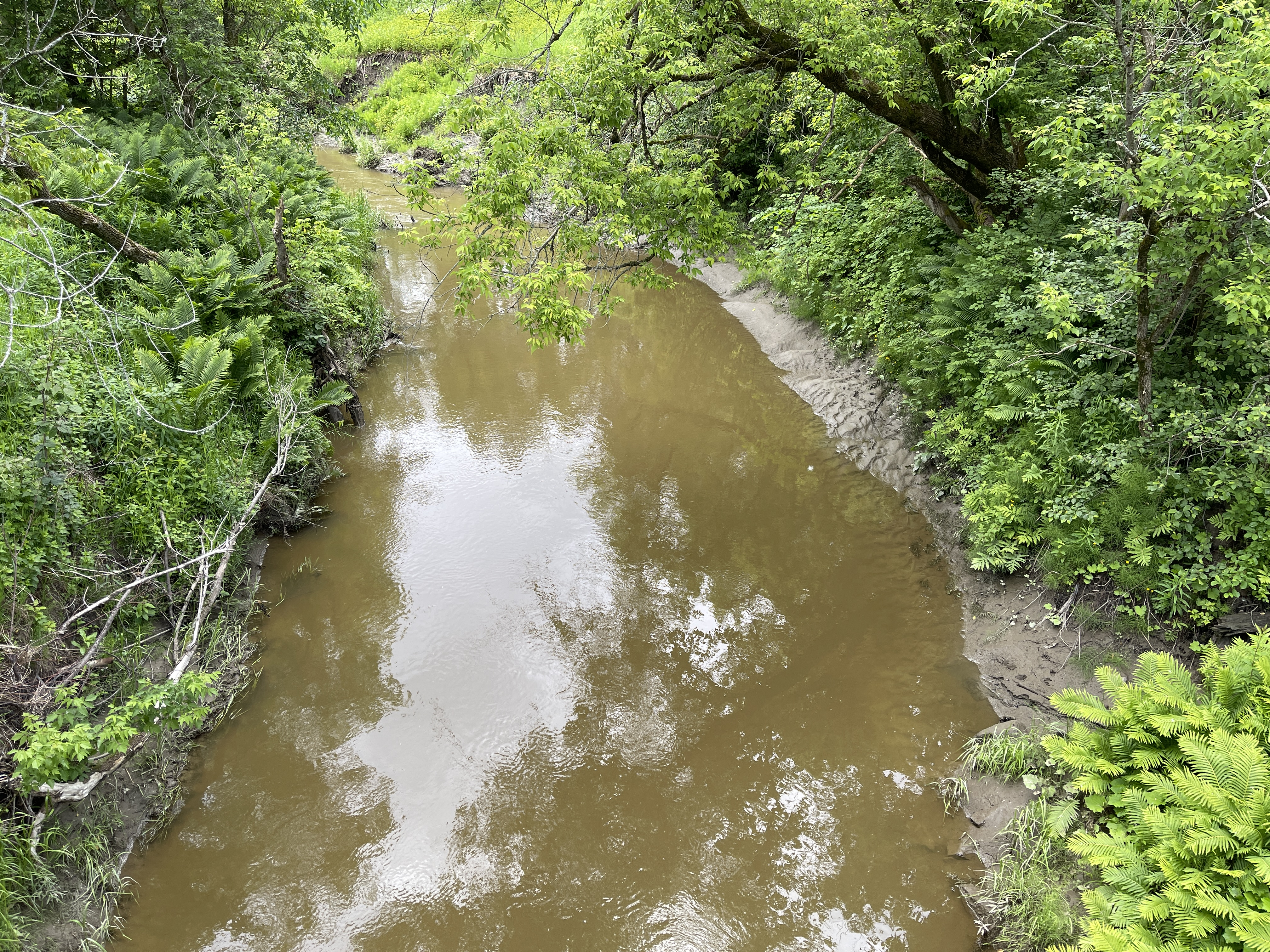
Rang Saint-Alexis